# Laetesia peramoena
Laetesia peramoena là một loài nhện trong họ Linyphiidae.
Loài này thuộc chi Laetesia. Laetesia peramoena được Octavius Pickard-Cambridge miêu tả năm 1879.